# Конюшки (Львовская область)
Конюшки (укр. Конюшки) — село в Шегининской сельской общине Яворовского района Львовской области Украины.
Население по переписи 2001 года составляло 217 человек. Занимает площадь 0,544 км². Почтовый индекс — 81352. Телефонный код — 3234.